# Товстовус звичайний
Товстовус звичайний (Noterus crassicornis) — вид жуків родини товстовусів (Noteridae).

## Поширення
Вид поширений в Європі, на Близькому Сході, в Ірані, Кашмірі, Китаї та Сибіру. Мешкає у стоячих водоймах з густою рослинністю.

## Опис
Тіло завдовжки від 3,5 до 3,7 мм. У контурі яйцеподібне, зверху опукле. Переднеспинка зазвичай світліша, ніж у товстовуса тонковусого (N. clavicornis), червонувата. Передня грудь без ребра і зуба. П'ятий членик антен самця явно довший за шостий. Кришки з дрібними і більш численними вістрями в передній частині [1] .